# مانفرد نواک
مانفرد نواک (انگلیسی: Manfred Nowak؛ زادهٔ ۲۶ ژوئن ۱۹۵۰) در بد اوسی اتریش به‌دنیا آمد. وی دبیرکل مرکز بین دانشگاهی اروپا برای حقوق بشر و دموکراسی بود و علاوه بر این استاد مرکز بین دانشگاهی اروپا برای حقوق بشر و دموکراسی (EIUC) در دانشگاه وین بود که از سال ۲۰۰۴ تا ۲۰۱۰ به عنوان گزارشگر ویژه سازمان ملل متحد در مورد شکنجه در سازمان ملل خدمت کرد. وی استاد حقوق بشر بین‌المللی و مدیر علمی کارشناسی ارشد هنر وین در حقوق بشر و مؤسسه حقوق بشر لودویگ بولتسمان می‌باشد. او همچنین قاضی سابق اتاق حقوق بشر برای بوسنی و هرزگوین بود. در سال ۲۰۱۶ مانفرد به عنوان کارشناس مستقل رهبری مرکز مطالعات جهانی سازمان ملل متحد در مورد کودکان محروم از آزادی منصوب شد.

## فعالیت حرفه‌ای
نواک شاگرد فیلیکس ارماکورا بود و تا زمان مرگ ارماکورا در سال ۱۹۹۵ با او همکاری کرد. آن‌ها در سال ۱۹۹۲ مؤسسه حقوق بشر لودویگ بولتسمان (با هانس ترتر) را تأسیس کردند.
نواک علاوه بر سمت استاد حقوق اساسی و حقوق بین‌الملل و حقوق بشر در دانشگاه وین در سمت‌های زیر فعالیت داشت:

### مناصب آکادمیک
- مدیر مؤسسه حقوق بشر هلند (SIM) در دانشگاه اوترخت، هلند (۱۹۸۷–۱۹۸۹)
- رئیس بخش حقوق آکادمی فدرال مدیریت دولتی اتریش در وین، اتریش (۱۹۸۹–۲۰۰۱)
- اولاف پالمه، استاد حقوق بشر و حقوق بشردوستانه در دانشگاه لوند، سوئد (۲۰۰۲–۲۰۰۳)
- استاد دعوت شده در EIUC در ونیز، ایتالیا (۲۰۰۴)
- رئیس حقوق بشر سوئیس در مؤسسه تحصیلات تکمیلی مطالعات بین‌المللی و توسعه در ژنو، سوئیس (۲۰۰۸–۲۰۰۹)
- کرسی بازدید اتریشی در دانشگاه استنفورد، پالو آلتو، ایالات متحده آمریکا (۲۰۱۴)

از سال ۲۰۱۶، او دبیرکل EIUC در ونیز ایتالیا است که مسئولیت پردیس جهانی حقوق بشر با هفت برنامه کارشناسی ارشد در تمام مناطق جهان و بسیاری از فعالیت‌های دیگر در زمینه آموزش حقوق بشر و دموکراسی را بر عهده دارد. او به‌طور منظم در دانشگاه‌های مختلف دیگر از جمله دانشگاه آمریکایی در واشینگتن، دی.سی. تدریس می‌کند.
از سال ۲۰۱۶، او دبیرکل EIUC در ونیز ایتالیا است که مسئولیت پردیس جهانی حقوق بشر با هفت برنامه کارشناسی ارشد در تمام مناطق جهان و بسیاری از فعالیت‌های دیگر در زمینه آموزش حقوق بشر و دموکراسی را بر عهده دارد. او به‌طور منظم در دانشگاه‌های مختلف دیگر از جمله دانشگاه آمریکایی در واشینگتن، دی.سی. تدریس می‌کند.
نواک به عنوان گزارشگر ویژه سازمان ملل در مورد شکنجه، یکی از پنج نویسنده گزارش سازمان ملل متحد در مورد بازداشت اسرا در پایگاه نیروی دریایی ایالات متحده آمریکا در خلیج گوانتانامو، کوبا (۲۰۰۶) و یکی از چهار نویسنده یک گزارش سازمان ملل متحد بود. گزارش در مورد بازداشت مخفیانه در مبارزه با تروریسم (۲۰۱۰).
در سال ۲۰۰۵، نواک از چین بازدید کرد و ادعا کرد که شکنجه در آنجا «گسترده» است. او همچنین از دخالت مقامات چینی در کار او شکایت کرد.
در سپتامبر ۲۰۰۶، او ادعا کرد که شکنجه ممکن است در عراق از زمان جنگ عراق بیشتر مشکل ساز باشد تا در زمان رژیم صدام حسین. او استدلال کرد که بیشتر شکنجه‌ها توسط نیروهای امنیتی، شبه نظامیان و شورشیان انجام می‌شود.
از ۶ تا ۹ نوامبر ۲۰۰۶، او در پانل بین‌المللی در دانشگاه گدجه مادا برای پذیرش اصول یوگیاکارتا ارائه شد و به یکی از ۲۹ امضاکننده تبدیل شد.
در فوریه ۲۰۰۸، نواک یکی از اعضای مؤسس «پلتفرم تحقیقاتی حقوق بشر در زمینه اروپایی» در دانشگاه وین بود.
نواک از حامیان کمپین تأسیس مجمع پارلمانی ملل متحد است، سازمانی که برای اصلاحات دموکراتیک در سازمان ملل متحد و ایجاد یک سیستم سیاسی بین‌المللی پاسخگوتر مبارزه می‌کند.
او به عنوان کارشناس مشهور بین‌المللی در زمینه حقوق بشر، وظایف کارشناسی مستقل مختلفی را برای سازمان ملل متحد، شورای اروپا، اتحادیه اروپا، سازمان امنیت و همکاری اروپا و همچنین برای سازمان‌های غیردولتی و در بخش شرکت‌ها انجام داد. مهم‌ترین فعالیت‌ها و مناصب دیگر وی به شرح زیر است:

### فعالیت‌ها و مناصب
- ۱۹۸۶–۱۹۹۳: عضو هیئت اتریش در کمیسیون حقوق بشر سازمان ملل متحد
- ۱۹۹۳: هماهنگ‌کننده سازمان مردم‌نهاد- اینپوت در دومین کنفرانس جهانی حقوق بشر در وین
- ۱۹۹۳–۲۰۰۱: عضو متخصص گروه کاری سازمان ملل در مورد ناپدید شدن‌های غیرارادی یا قهری
- ۱۹۹۴–۱۹۹۷: کارشناس سازمان ملل مسئول فرایند ویژه در مورد افراد گم شده یا ناپدید شدن قهری
- از سال ۱۹۹۵: عضو و عضو افتخاری کمیسیون بین‌المللی حقوقدانان (دیوان بین‌المللی دادگستری)، ژنو
- ۱۹۹۶–۲۰۰۳: قاضی در اتاق حقوق بشر برای بوسنی و هرزگوین در سارایوو
- ۲۰۰۰–۲۰۱۵: رئیس کمیسیون مستقل حقوق بشر در وزارت کشور اتریش و هیئت بازرس اتریش (مکانیسم پیشگیری ملی)
- ۲۰۰۱–۲۰۰۶: کارشناس سازمان ملل در مورد ناپدید شدن قهری
- ۲۰۰۲–۲۰۰۶: عضو شبکه اتحادیه اروپا از کارشناسان مستقل حقوق اساسی
- ۲۰۰۴–۲۰۱۰: گزارشگران ویژه سازمان ملل در مورد شکنجه و سایر رفتارها یا مجازات‌های ظالمانه، غیرانسانی یا تحقیرآمیز
- ۲۰۰۸–۲۰۱۰: عضو و گزارشگر هیئتی از افراد برجسته
- از سال ۲۰۱۰: نایب رئیس کمیسیون یونسکو اتریش
- از سال ۲۰۱۱: عضو هیئت مشورتی مرکز اروپایی قانون اساسی و حقوق بشر، برلین
- ۲۰۱۲–۲۰۱۷: نایب رئیس هیئت مدیره آژانس حقوق اساسی اتحادیه اروپا، وین
- از سال ۲۰۱۲: رئیس کمیته بازنگری بین‌المللی در مورد ارزیابی انطباق دولت تایوان با دو میثاق حقوق بشر سازمان ملل متحد
- از سال ۲۰۱۲: عضو هیئت مشورتی اوام‌وی برای تدبیر
- از سال ۲۰۱۶: کارشناس مستقل رهبری مطالعه جهانی سازمان ملل در مورد کودکان محروم از آزادی

### انتشارات کلیدی
نواک نویسنده بیش از ۶۰۰ مقاله در زمینه قانون اساسی، حقوق اداری و حقوق بین‌المللی، حقوق بشر و همچنین مطالعات توسعه است.
- ۲۰۰۳: مقدمه ای بر رژیم بین‌المللی حقوق بشر، لیدن (ترجمه اسپانیایی ۲۰۰۹، ترجمه چینی ۲۰۱۰)، ۳۶۵ صفحه
- ۲۰۰۵: میثاق سازمان ملل در مورد حقوق مدنی و سیاسی – تفسیر CCPR، ویرایش دوم، کهل آم راین/استراسبورگ/آرلینگتون ۱۹۸۹، ۹۴۶ صفحه
- ۲۰۰۸: کنوانسیون سازمان ملل متحد علیه شکنجه - یک تفسیر (همراه با الیزابت مک آرتور)، آکسفورد، ۱۶۴۹ صفحه
- ۲۰۱۲: همه حقوق بشر برای همه – راهنمای حقوق بشر وین (ویرایش شده با کارولینا یانوشفسکی، تینا هافستتر)، وین/گراتس، ۶۷۲ صفحه
- ۲۰۱۵:حقوق بشر - پاسخی به نابرابری اقتصادی فزاینده، وین، هامبورگ، ۱۷۶ صفحه
- ۲۰۱۷: حقوق بشر یا سرمایه‌داری جهانی، محدودیت‌های خصوصی‌سازی، پنسیلوانیا، ۲۵۶ صفحه
- ۲۰۱۷: شکنجه - رویارویی یک متخصص با یک شیطان روزمره، پنسیلوانیا، ۱۹۱ صفحه (آینده)

## افتخارات
در سال ۱۹۹۴ به نواک جایزه یونسکو برای آموزش حقوق بشر (تقدیر افتخار) اهدا شد به پاس کمک برجسته او در توسعه آموزش حقوق بشر.
او در سال ۲۰۰۷ جایزه حقوق بشر برونو کرایسکی را برای دستاوردهای برجسته‌اش در خدماتی که به حقوق بشر بین‌المللی کرده بود و جایزه حقوق بشر دانشگاه اسلو برای «دفاع از حقوق اساسی بشر» بود که در سال ۲۰۱۳ دریافت کرد.
در سال ۲۰۱۴، از مانفرد نواک با مدال صلح اتو هان تجلیل شد.